# SANKEI EXPRESS
SANKEI EXPRESS（サンケイ エクスプレス）は、かつて産業経済新聞社（産経新聞社）が発行していたタブロイド判の日刊新聞。発行部数は約7万部だった。創刊時のキャッチコピーは"美しい新聞"で、のち"若き新聞"と名乗っていた。

## 概要
若年層の新聞離れ・活字離れを食い止めようと産経新聞社が2006年11月1日に創刊したタブロイド判朝刊紙で、購読料は1か月2,100円（消費税込み）だった。産経新聞グループの一般日刊紙としては、2002年3月30日の大阪新聞廃刊後初の創刊となった。
横書き・左綴じのレイアウトを採用していた。
想定読者層を20〜30代とし「ハイクオリティでコンパクト、アートな香り」を基本コンセプトに上質紙を用い、全面カラー印刷とした。東京本社発行分は2008年1月10日まで16個面分のみカラー印刷だった。
創刊から当面の間は東京本社版は東京都（島嶼部を除く）、埼玉県、千葉県、神奈川県、茨城県（取手市の一部など）、大阪本社版は大阪府、京都府（丹後地区を除く）、兵庫県（但馬地区と淡路島を除く）、奈良県及び滋賀県、和歌山県、愛知県（名古屋市内の主要ターミナルなど　但し番組表などの差し替えはなし）の一部で発行された。大阪本社版に関しては当初は京都市のみの宅配だったが、2007年1月から京阪神通勤圏に宅配エリアを拡大した。
1部売りについては、京都府、大阪府、兵庫県など京阪神通勤圏の駅売店・コンビニエンスストアで1部70円で販売し、2007年11月1日から1部100円に引き上げた。東京本社版も2008年4月1日から主要駅売店で販売。スポーツ新聞と同様の「休刊日特別版」も販売した。
面建てはタブロイド判の特性を生かし中面16個面分を抜き取って読むことを想定した2部構成を取った。創刊時は全32個面で、2008年3月1日付から40個面としたが、のち32個面に戻った。デジタル環境の変化とともに部数が伸び悩んだとして、2016年3月31日付で休刊した。

## 紙面の内容
日本国内外の最新ニュースや、最先端を行くトレンド情報などを掲載する。産経新聞、夕刊フジ、サンスポ、フジサンケイ ビジネスアイなど産経新聞社の各媒体から記事を集め、産経新聞本紙掲載の広告では「世界の最新ニュースとエンタメ情報満載の日刊紙」とうたった。
- 外面（1 - 8面および25 - 32面、40個面時代は1 - 12面および29 - 39面）は「News」面で、その日のニュースの中から、注目されるニュースをピックアップし、詳細な解説を加えた。また経済面、スポーツ面、また最終面には締め切り間際まで最後に飛び込んだ注目記事を掲載した。大阪本社発行分には「関西NEWS」と題した地域版のページがあった。40個面時代の最終面（40面）はコンテンツ面だった。
- 中面（9 - 24面）は「Art Cafe」面で、芸能・映画・演劇・テレビといったエンターテインメント記事を中心に掲載した。
- 以上のことから事実上「二部紙」と呼ばれる体裁に近いものになっていた。なお産経新聞本体も1970年代前半に、ラ・テ番組表と婦人面を真ん中で抜き取りがしやすいように編集する「ホームニュース」と呼ばれる記事構成をしたことがあった。[3]
- 産経新聞本紙朝刊の連載漫画『ひなちゃんの日常』（南ひろこ）を転載していた（2010年4月5日から毎週月曜日のみ休載）。

### テレビ・ラジオ欄

#### 東京本社発行分
フルサイズ
- NHK総合
- NHKEテレ
- 日本テレビ
- TBSテレビ
- フジテレビ
- テレビ朝日
- テレビ東京

ハーフサイズ
- NHK BS1・BSプレミアム
- WOWOWプライム

クォーターサイズ
- BS日テレ
- BS朝日
- BS-TBS
- BSジャパン
- BSフジ
- スターチャンネル1
- BS11
- トゥエルビ
- フジテレビワンツーネクスト
- TOKYO MX
- tvk
- チバテレビ
- テレ玉
- ニッポン放送
- 文化放送
- TBSラジオ
- NHKラジオ第1
- NHK-FM
- J-WAVE
- TOKYO FM

#### 大阪本社発行分
フルサイズ
- NHKEテレ
- NHK総合テレビ
- MBSテレビ
- ABCテレビ
- 関西テレビ
- 読売テレビ

ハーフサイズ
- テレビ大阪
- KBS京都
- サンテレビ
- 奈良テレビ

3分の1サイズ
- NHK BS2波
- WOWOWプライム
- BS日テレ
- BS朝日
- BS-TBS
- BSジャパン
- BSフジ

クォーターサイズ
- NHKラジオ第1
- ラジオ大阪
- FM802
- FM大阪

### 年号表記に関して
産経新聞社が発行する他の新聞（特に産経新聞）が和暦表記を主体にしているのに対し、SANKEI EXPRESSはフジサンケイ ビジネスアイと同様に西暦中心の表記を採用した。
- 1面日付欄 - 「西暦（和暦）」表記
- 2面以降の日付欄 - 西暦のみで表記
- 記事 - 「西暦（和暦）」または西暦のみで表記

## 備考
- 創刊にあたり2006年10月21日よりフジテレビと関西テレビ、KBS京都テレビで大々的なTVCMキャンペーンを展開した。安倍内閣発足直後だったことから、CMコピーには「美しい新聞」を、CMキャラクターにはSMAPの木村拓哉を起用。当紙に対する産経新聞社の意気込みの強さを表していた。ただし、「美しい新聞」というキャッチフレーズは、安倍政権の支持率低落とともに使われなくなった。
- 2009年10月からは、「残念じゃない新聞」をキャッチフレーズに、千原せいじを起用したスポットCMを上記のテレビ局で放送した。千原ジュニアが初めて監督を務めた映像作品で、「残念じゃない新聞」というフレーズも彼のアイデアによった[4]。